# Лейпцигский трамвай
Лейпцигский трамвай (нем. Straßenbahn Leipzig) — трамвайная система центрально-германского города Лейпциг, основа городского транспорта. Cистема является второй по величине в Германии после столичного Берлинского трамвая.
История городских железных дорог в Лейпциге началась в 1872 году с открытием конки, которая работала до 1897 года. В 1896 году был пущен электрический трамвай. С 1938 года оператором системы является компания Leipziger Verkehrsbetriebe.
В системе насчитывается 13 линий, 148 км контактной сети, 214 км маршрутов, 510 остановок, 252 вагона, 5 депо. Пассажиропоток составляет более 110 млн человек в год.
В системе широко используются современные многосекционные низкопольные евротрамваи длиной от 30 до 45 метров, а также продолжают массово использоваться двухвагонные системы из модернизированных традиционных трамвайных вагонов предыдущего поколения.

схема сети
развитие сети

## Галерея

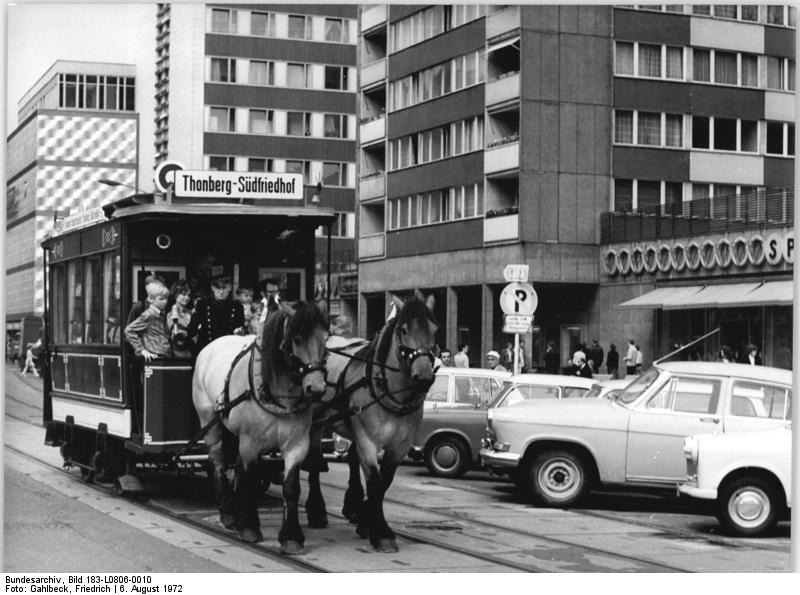
репликар конки на линии
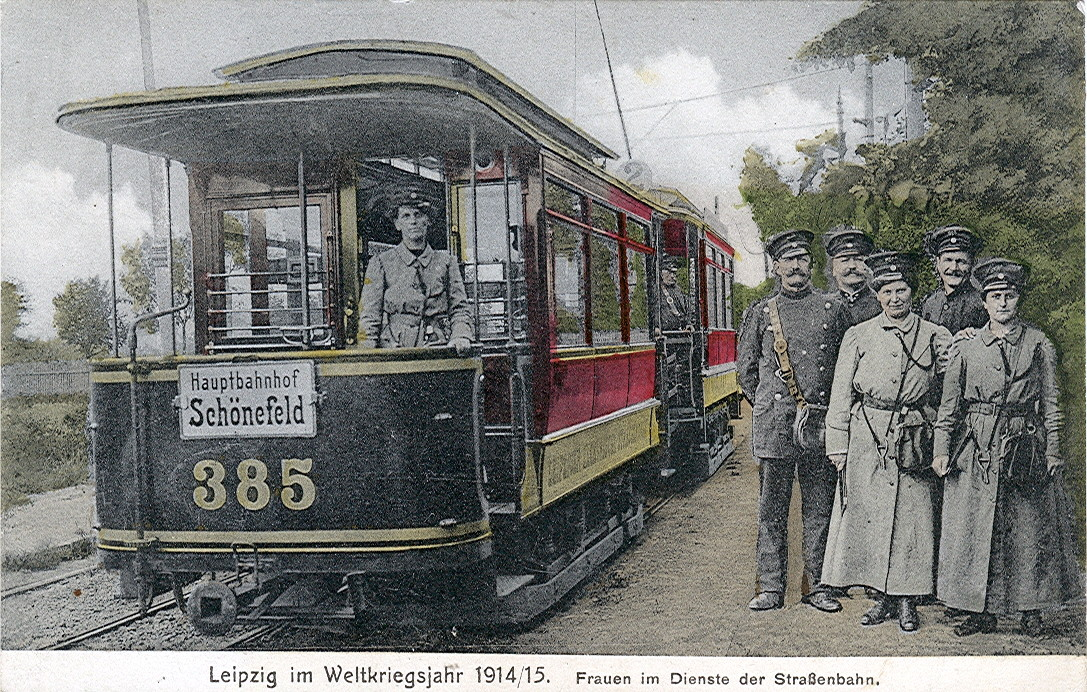
старинный трамвай на открытке
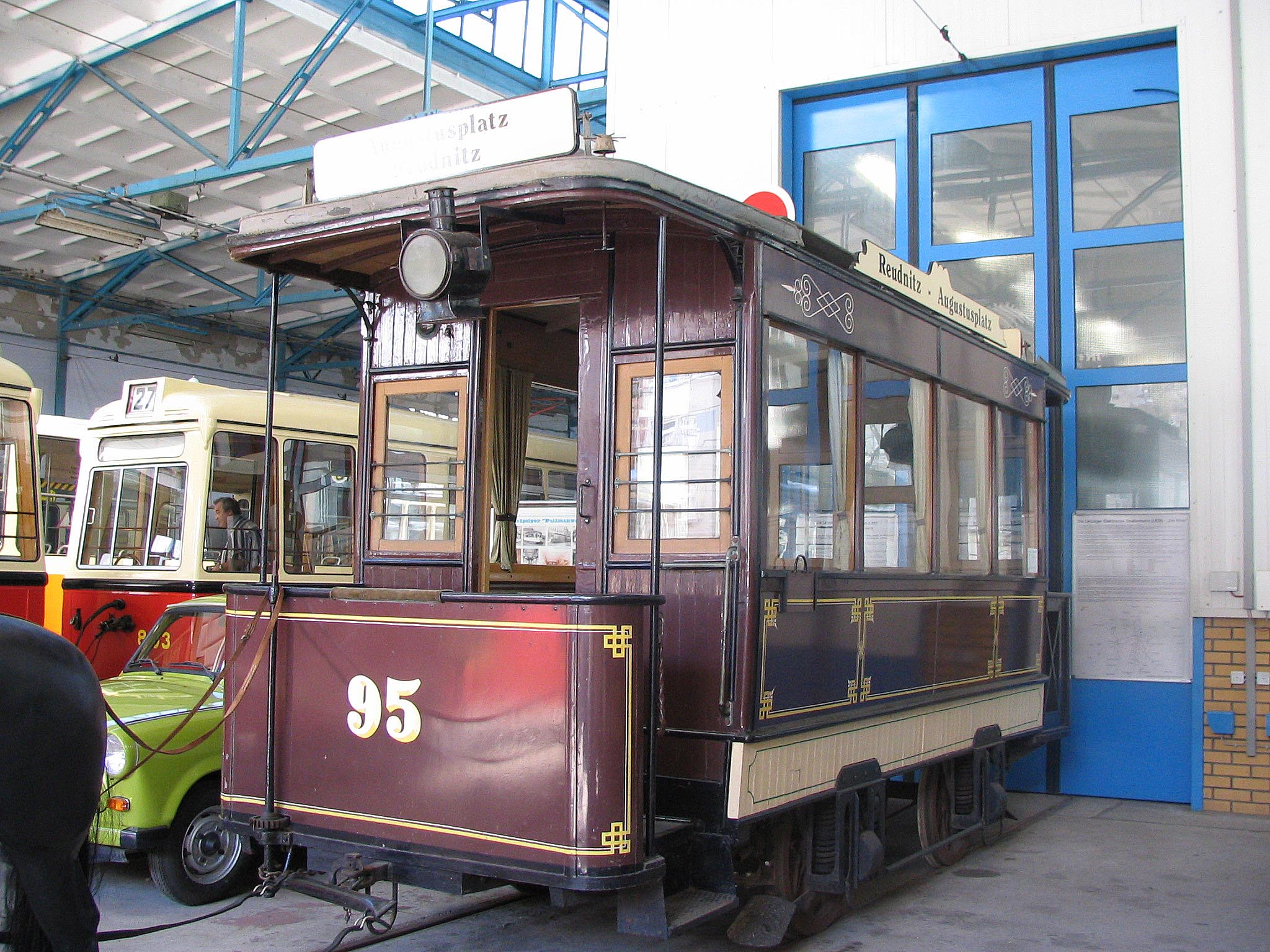
старинный трамвай в музее
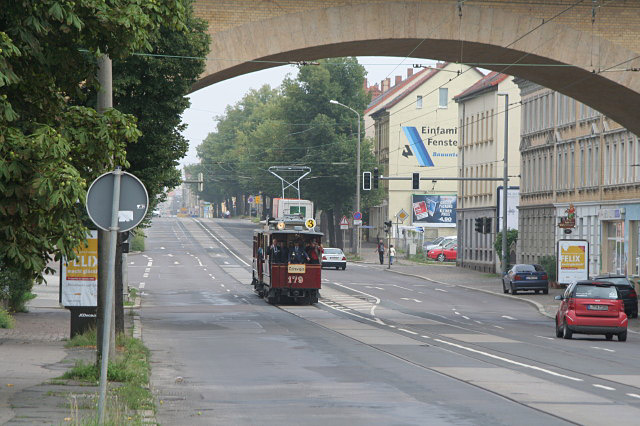
старинный трамвай на линии
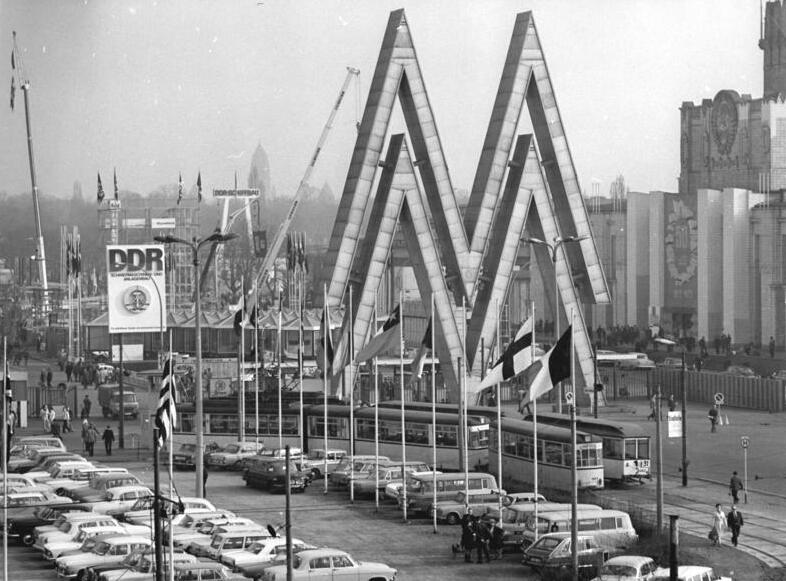
классические трамваи у Лейпцигской ярмарки полвека назад
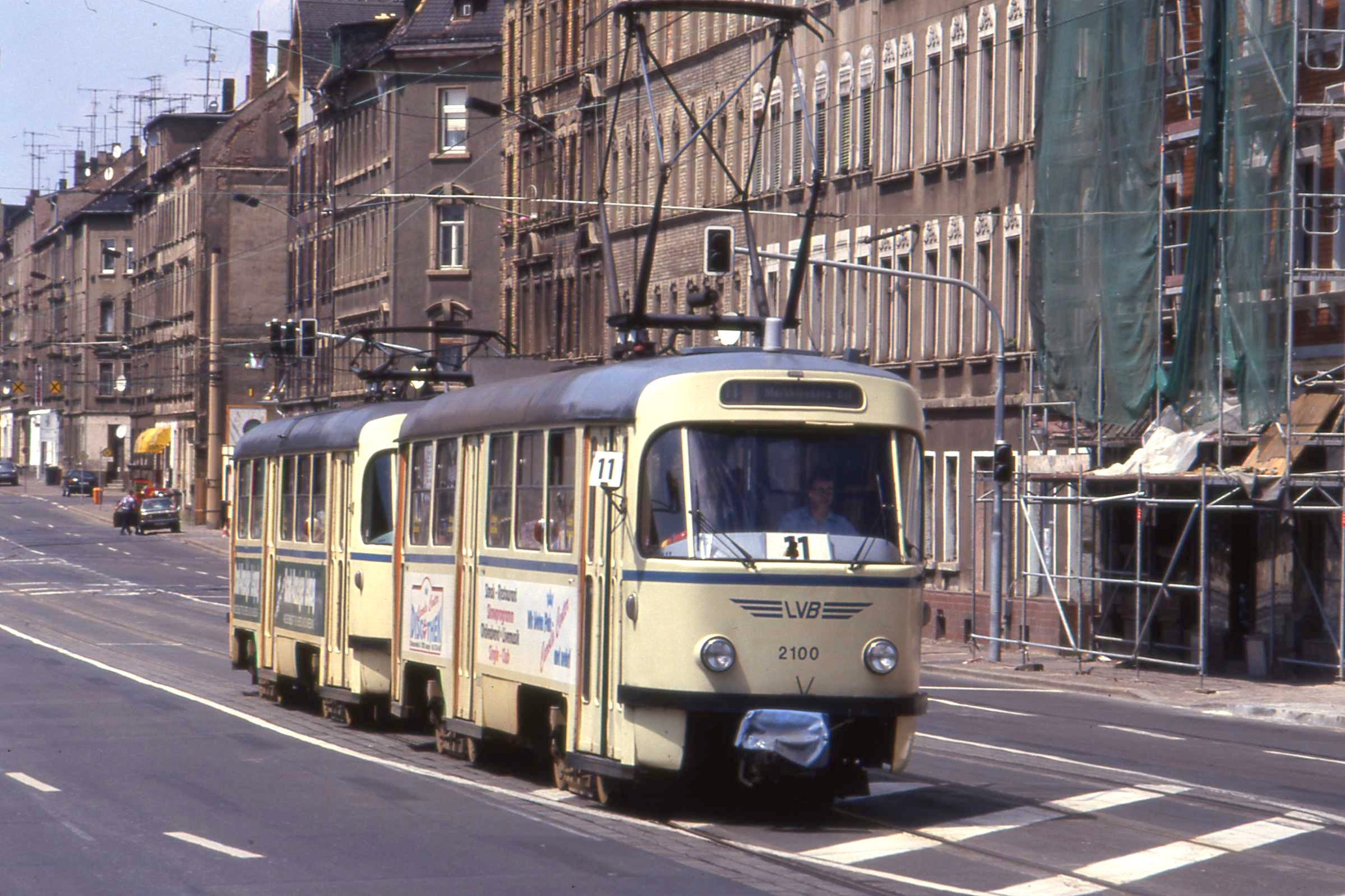
традиционный трамвай
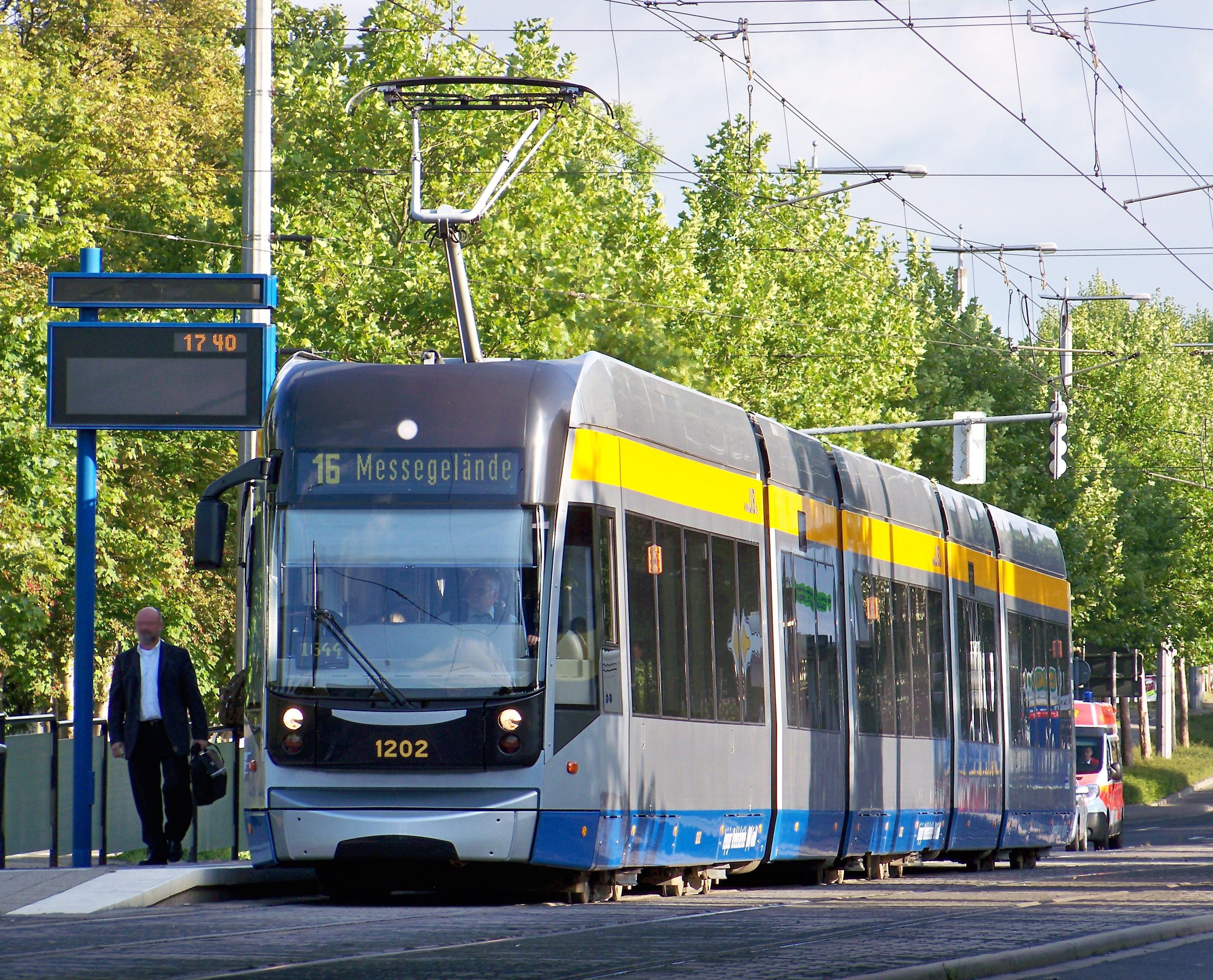
современный евротрамвай
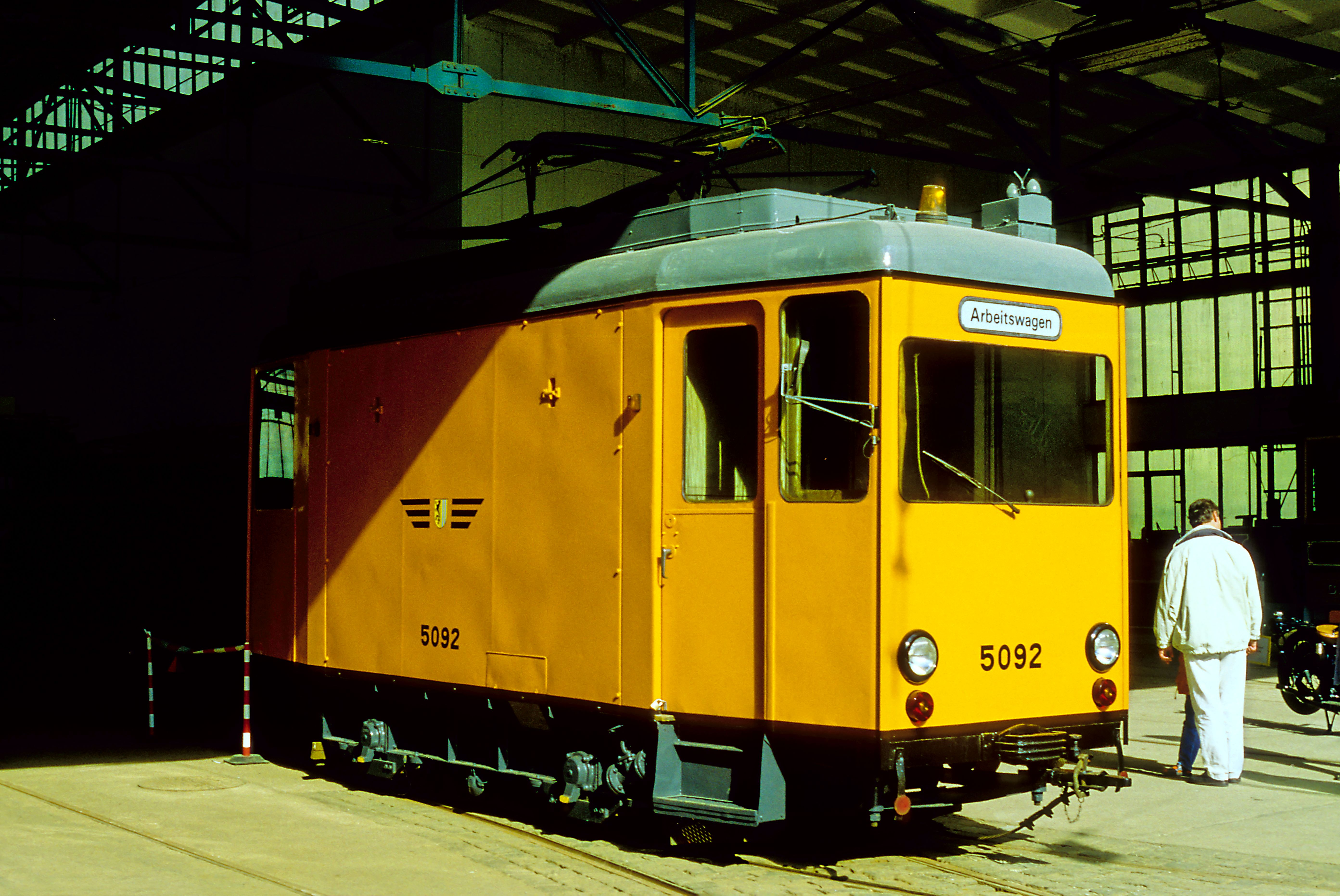
служебный трамвай